# Улахан-Ары-Кюеле
Улахан-Ары-Кюеле — самое крупное из озёр на о. Улахан-Ары, расположенного в дельте реки Оленёк, между протоками Улахан-Уэс и Кубалах-Уэся. Административно входит в Булунский улус Республики Саха.
В Улахан-Ары-Кюеле и в других озерах острова разрешена промысловая ловля рыбы.

## Топографические карты
- Лист карты S-50-XXIX,XXX Усть-Оленёк. Масштаб: 1 : 200 000. Издание 1987 г.